# Lill-Öratjärnen (Svegs socken, Härjedalen)
Lill-Öratjärnen är en sjö i Härjedalens kommun i Härjedalen och ingår i Ljusnans huvudavrinningsområde. Sjöns area är 0,015 kvadratkilometer och den är belägen 510 meter över havet.